# Prolobus
Prolobus, monotipski rod glavočika, dio tribusa Eupatorieae. Jedina vrsta je P. nitidulus, brazilski endem iz Bahije.

## Opis
Rod Prolobus uključuje jednu vrstu koja se javlja u morskim staništima u Bahiji, Brazil. Rod se razlikuje po vrhovima režnjeva vjenčića, kod kojih unutarnja površina strši preko vrha vanjske površine.

## Sinonimi
- Eupatorium moritibense B.L.Rob.; Contr. Gray Herb. 104: 23 (1934)
- Eupatorium nitidulum Baker; Fl. Bras. 6(2): 351 (1876)